# Nova Alvorada do Sul
Nova Alvorada do Sul là một đô thị thuộc bang Mato Grosso do Sul, Brasil. Đô thị này có diện tích 4019,209 km², dân số năm 2007 là 12121 người, mật độ 3,02 người/km².